# Bühle (Northeim)
Bühle ist ein Ortsteil von Northeim im südlichen Teil Niedersachsens. Zu Bühle gehört zudem das Gut Levershausen.

## Geschichte
Bühle wurde erstmals im Jahr 1103 als Buile urkundlich erwähnt, wobei das „i“ nicht gesprochen wurde, sondern ein Dehnungszeichen darstellt. Der Name wird als „Stelle am Hügel“ gedeutet, was auch zu der Lage des Ortes passt. Der Ort gehörte im 14. Jahrhundert den Herren von Medenheim und wurde im Jahr 1345 an die Herren von Hardenberg auf Burg Hardenberg verkauft. Nach dem Dreißigjährigen Krieg wurden die wüstgefallenen Nachbarorte mit Bühle zusammengelegt. Bis ins 19. Jahrhundert war die Wirtschaftsstruktur des Ortes in erster Linie von der Kirche und den Grafen von Hardenberg beeinflusst. Das Forstgut Levershausen gehört bis heute zum Besitz vom Vorderhaus Hardenberg.
Lange Zeit dominierte in Bühle die Leineweberei. Ab dem 19. Jahrhundert nahm die Bedeutung der Landwirtschaft in diesem Ort zu, im Jahre 1911 bestand Bühle aus insgesamt 33 Höfen, die alle nach und nach dem Grafen von Hardenberg abgekauft worden waren.
Die größte Einwohneranzahl konnte Bühle nach dem Zweiten Weltkrieg vorweisen. Allerdings lassen sich die damals 815 Einwohner mit dem Flüchtlingsstrom nach dem Krieg erklären.
Am 1. März 1974 wurde Bühle in die Kreisstadt Northeim eingegliedert.

## Politik
Ortsbürgermeister ist Fabian Ernst, stellvertretende Ortsbürgermeisterin ist Johanna Franke. Die aktuelle Wahlperiode läuft vom 1. November 2021 bis 31. Oktober 2026.
Bühle hat einen siebenköpfigen Ortsrat, der seit der Kommunalwahl 2021 ausschließlich von Mitgliedern der Wählergruppe „Bühler für Bühle“ besetzt ist. Die Wahlbeteiligung lag bei 65,68 Prozent.

## Bauwerke

### Kirche

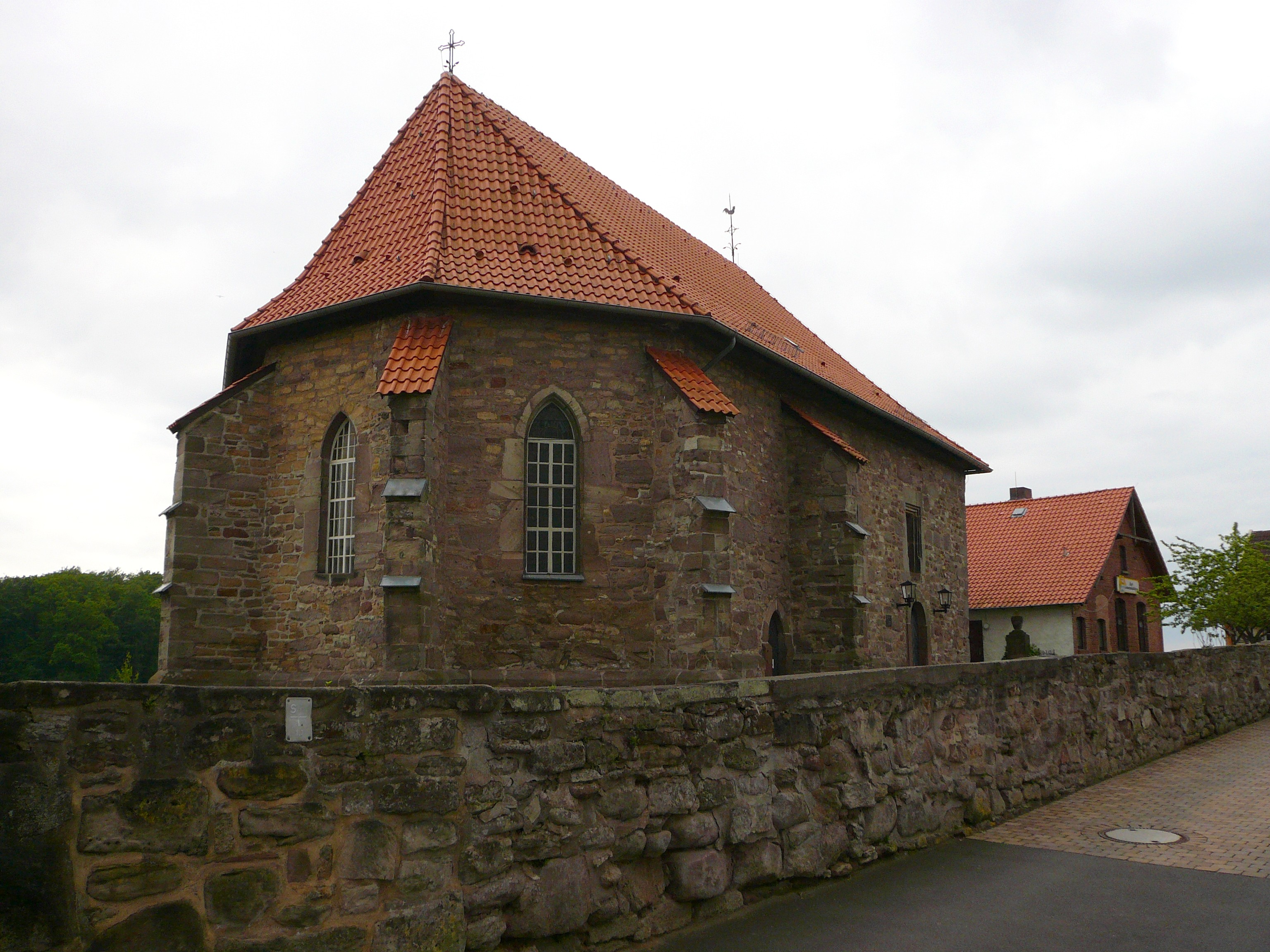
Kirche St. Oswald

Die evangelische Kirche St. Oswald in Bühle liegt exponiert auf einem Bergsporn über dem Tal, in dem der Hauptteil des Ortes erbaut ist. Es handelt sich um einen turmlosen einschiffigen Sandsteinbau, der im Kern aus dem Mittelalter stammt und 1704 und 1817 baulich verändert wurde. Der oktogonale (3/8-)Chorabschluss ist mit Stützpfeilern versehen, die Fenster haben ebenso wie der niedrige östliche Nordeingang einen gotischen Spitzbogen. Der westliche Nordeingang ist dagegen mit einem Rundbogen überwölbt. An der Westseite der Kirche besteht ein Fachwerkanbau. In der Kirche befindet sich eine um 1785 (1815?) von Johann Wilhelm Schmerbach gebaute Orgel. Seit 1580 wurden in dem Erbbegräbnis der Kirche einige Vertreter der Familie zu Hardenberg beigesetzt, so 1586 Jost von Hardenberg und Jost Philipp 1607. Letzterer war auf dem hinter dem Altar befindlichen Leichenstein in voller Rittermontur abgebildet, der Stein trug die Inschrift Anno 1607 den 27 May ist der Edel und Ehrenveste Jost Philipp von Hardenberg in Godt selich Entschlaffen.

### Alte Burg

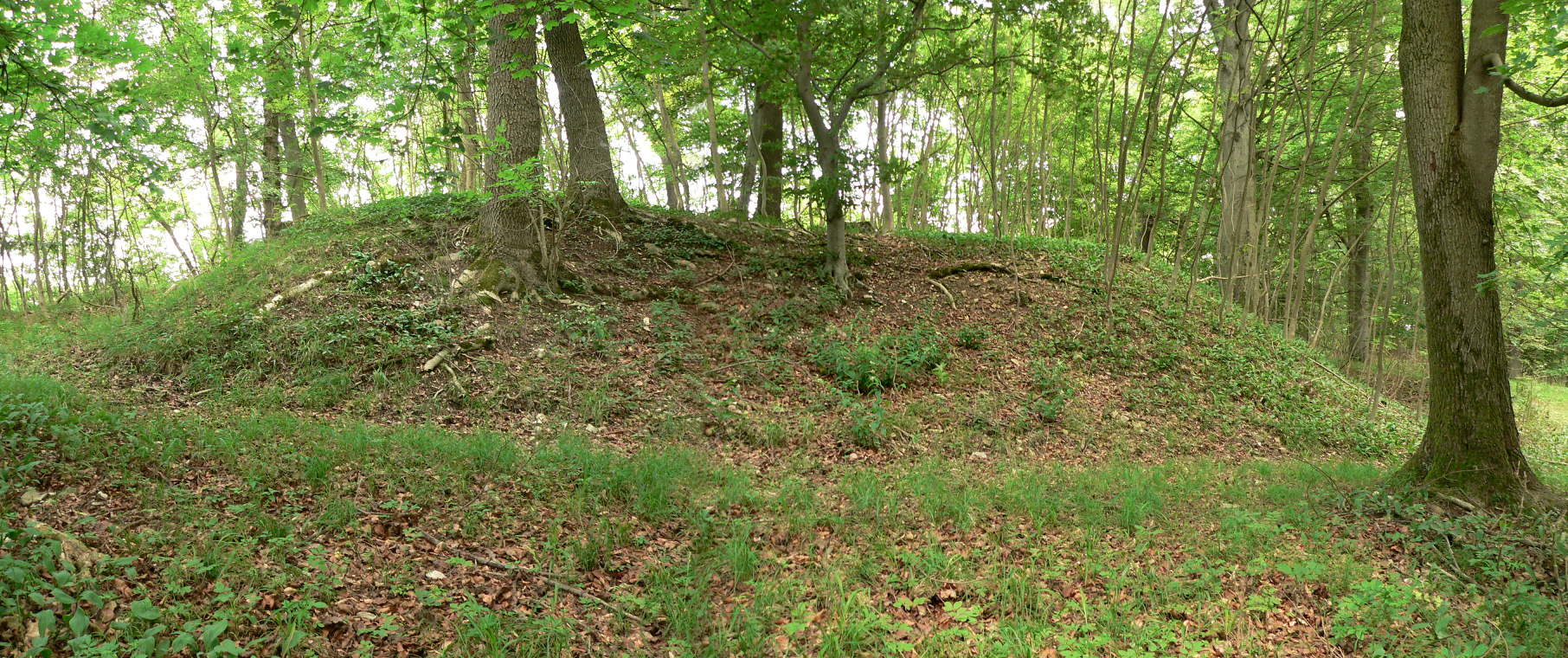
Turmhügel der Alten Burg

Nordöstlich von Bühle auf der höchsten Stelle der Erhebung Alte Burg, deren Hanglagen unter dem Namen Mäuseberg und Eulenberg als Naturschutzgebiet ausgewiesen sind, befinden sich die Überreste der Alten Burg. Es handelt sich um eine zweiphasig genutzte Befestigungsanlage. Entstanden ist sie zunächst in der vorrömischen Eisenzeit als Wallburg mit einer Wallkonstruktion in Holz-Stein-Erde. Im Mittelalter wurde auf der Kuppe der Erhebung ein Burghügel angeschüttet, auf dem eine kleine Turmhügelburg entstand. Eine historische Überlieferung zu ihr gibt es in der Form, dass 1440 in einer Urkunde der Herren von Hardenberg eine Olderburg genannt wird. 1784 wird diese Anlage auf einer Landkarte als Bühler Burg bezeichnet. Eine dauerhafte Nutzung als befestigter Wohnbau ist aufgrund der geringen Größe der Anlage unwahrscheinlich.